# Наталия (линейный корабль, 1754)
«Наталия» или «Наталья» — парусный линейный корабль Балтийского флота Российской империи, один из кораблей типа «Слава России». Находился в составе флота с 1754 по 1771 год, принимал участие в Семилетней войне, в том числе в блокаде пролива Зунд и осаде Кольберга, а по окончании службы был разобран. До и после войны неоднократно принимал участие в практических плаваниях и учениях флота.

## Описание судна
Представитель серии парусных двухдечных линейных кораблей типа «Слава России», самой многочисленной и одной из самых удачных серий линейных кораблей Российского императорского флота. Корабли этой серии строились с 1733 по 1774 год на верфях Санкт-Петербурга и Архангельска и принимали участие во всех плаваниях и боевых действиях российского флота в период с 1734 по 1790 год. Всего в рамках серии было построено 58 линейных кораблей. Все корабли серии обладали высокими мореходными качествами, хорошей манёвренностью и остойчивостью.
Водоизмещение корабля составляло 1200 тонн, длина по сведениям из различных источников от 46,5 до 47,4 метра, ширина от 12,3 до 12,65 метра, а осадка от 5,4 до 5,48 метра. Вооружение судна составляли 66 орудий, включавшие двадцатичетырёх-, двенадцати- и шестифунтовые пушки, а экипаж состоял из 600 человек. Скорость судна при свежем ветре могла достигать восьми узлов.

## История службы
Линейный корабль «Наталия» был заложен на Соломбальской верфи 15 (26) апреля 1753 года и после спуска на воду 26 апреля (7 мая) 1754 года вошёл в состав Балтийского флота России. Строительство вёл корабельный мастер полковничьего ранга Александр Сютерланд.
С июня по август 1754 года корабль совершил переход из Архангельска в Кронштадт. С июня по август 1756 года выходил в практическое плавание в Финский залив в составе практической эскадры кораблей Балтийского флота под общим командованием капитан-командора Герарда Антона Кейзера.
Принимал участие в Семилетней войне. В кампанию 1756 года находился в составе отряда кораблей под командованием капитан-командора С. И. Мордвинова, состоявшего помимо «Наталии» из линейного корабля «Шлиссельбург» и четырёх фрегатов. Отряд 9 (20) сентября ушёл из Ревеля и до 14 (25) октября находился в крейсерском плавании между островом Готланд и Данцигом, целью которого было воспрепятствование транспортировке прусских войск.
В кампанию 1757 года 29 апреля (10 мая) ушёл из Ревеля в составе эскадры, целью которой была блокада берегов Пруссии. С 24 мая (4 июня) по 26 июня (7 июля) находился в крейсерском плавании в районе Мемеля и Пиллау, а 29 июня (10 июля) подошёл к Данцигу, где присоединился к находившемуся там флоту. 8 (19) августа в составе эскадры ушёл в плавание к берегам Швеции, а 4 (15) сентября пришёл в Ревель. С 11 (22) сентября по 26 октября (6 ноября) во главе отряда под флагом вице-адмирала А. И. Полянского находился в крейсерском плавании у прусских берегов.
В кампанию следующего 1758 года 8 (19) июня покинул Ревель и в составе ревельской эскадры вице-адмирала А. И. Полянского ушёл в крейсерское плавание в Балтийское море к островам Готланд и Борнгольм. С 9 (20) июля по 28 августа (8 сентября) принимал участие в операции соединённого русско-шведского флота по блокаде пролива Зунд, осуществлявшейся с целью закрыть вход английскому флоту в Балтийское море. В мае 1759 года совершил переход из Ревеля в Киль. С 5 (16) по 8 (19) июня эскортировал из Киля в Пиллау 3 галиота с купленными в Голштинии кирасирскими лошадьми, после чего ушёл на Данцигский рейд и присоединился там к остальным кораблям флота. 12 (23) июня того же года вышел в крейсерское плавание к берегам Померании, а 15 (26) июля в районе острова Эланд вновь присоединился к флоту. C 24 июля (4 августа) по 15 (26) сентября принимал участие в крейсерском плавании у пролива Свензунд, после окончания которого ушёл в Ревель.
Во время кампаний 1760 и 1761 годов принимал участие в действиях русских войск и флота под Кольбергом. 3 (14) августа 1760 года в составе флота вышел из Ревеля и 15 (26) сентября прибыл к Кольбергу, где 18 (29) сентября принимал участие в бомбардировке береговых укреплений. 10 (21) сентября приняв на борт войска, снятые с берега и взяв на буксир галиот, вместе с другими кораблями флота покинул Кольберг и 18 (29) сентября вернулся в Ревель. 18 (29) июля 1760 года вышел из Ревеля с войсками на борту, высадив их 19 (30) июля у мыса Рюгенвальде, ушёл к Кольбергу и присоединился к его морской блокаде. Совершал манёвры вдоль берега, для осмотра неприятельских укреплений, а 24 августа (4 сентября) и 25 августа (5 сентября) принимал участие в их бомбардировке. 28 сентября (9 октября) погрузив на борт войска вместе с другими кораблями эскадры ушёл от Кольберга и взял курс на Ревель, однако попав в сильный шторм разлучился с эскадрой, и 13 (24) октября пришёл в Ревель самостоятельно. В кампанию 1762 года находился в составе ревельской эскадры контр-адмирала Г. А. Спиридова, с июня по август перевозившей русские войска из Кольберга в Ревель.
В 1764 году с мая по август принимал участие в практическом плавании эскадры кораблей Балтийского флота в Финском заливе. 2 (13) июля принимал участие в показательном сражении в заливе Рогервик, за сражением с берега наблюдала императрица Екатерина II. 1 (12) августа корабль прибыл в Кронштадт, после чего больше не совершал морских плаваний.
До окончания службы корабль «Наталия» находился в порту Кронштадта, где в 1771 году и был разобран.

## Командиры корабля
Командирами линейного корабля «Наталия» в разное время служили:
- капитан 2-го ранга Н. Хитрово (1754 год)[15];
- капитан 2-го ранга И. И. Сенявин (до 9 (20) сентября 1756 года)[16];
- капитан 3-го ранга С. В. Рукин (с 9 (20) сентября 1756 года)[17];
- капитан 3-го ранга Д. И. Вилисон (до августа 1757 года)[комм. 5][11];
- капитан 2-го ранга Н. И. Ляпунов (с августа 1757 года)[18];
- капитан 2-го ранга С. В. Рукин (1758—1761 годы)[19];
- капитан 3-го ранга Ф. И. Неклюдов (1762 год)[20];
- капитан 2-го ранга В. Ф. Лупандин (1764 год)[21];
- лейтенант С. Ф. Головин (1766 год)[22].